# Tyloptera bella
Tyloptera bella är en fjärilsart som beskrevs av Butler 1878. Tyloptera bella ingår i släktet Tyloptera och familjen mätare. Inga underarter finns listade i Catalogue of Life.